# اینار بوئه فسکنگر
اینار بوئه فسکنگر (انگلیسی: Einar Fauskanger؛ زادهٔ ۲۰۰۸ (۱۶–۱۷ سال)) بازیکن فوتبال اهل نروژ است که در حال حاضر برای هوگسوند در پست دروازه‌بان بازی می‌کند.
وی همچنین در تیم‌های ملی فوتبال زیر ۱۵ سال، زیر ۱۶ سال و زیر ۱۷ سال نروژ بازی کرده است.

## دوران باشگاهی
اینا بوئه فسکنگر فوتبال جوانانش را با هاگار شروع کرد قبل از آنکه در سال ۲۰۲۰ به وارد هاوسگن بپیوندد. در سال ۲۰۲۲، وقتی ۱۳ ساله بود، به آکادمی باشگاه فوتبال اف‌کی هاوسگن منتقل شد و در ژوئن همان سال در اولین تمرین بزرگسالان باشگاه شرکت کرد.
در ۱ اوت ۲۰۲۳، وقتی ۱۵ سال و ۱۴ روز داشت، فسکنگر اولین قرارداد حرفه‌ای خود را با باشگاه هاوسگن امضا کرد. یک سال بعد، قراردادش را تمدید کرد تا در تابستان ۲۰۲۷ در باشگاه بماند.
فسکنگر در آخرین هفته از فصل ۲۰۲۴ الیترسیرین مقابل ادز در ۱۶ سال و ۱۳۶ روزگی‌اش اولین بازی خود در لیگ را انجام داد و به جوان‌ترین دروازه‌بان تاریخ لیگ تبدیل شد و رکورد اولا بای رایز که در سال ۱۹۷۷ ثبت شده بود را شکست.

## دوران ملی
فسکنگر برای تیم‌های زیر ۱۵، زیر ۱۶ و زیر ۱۷ سال نروژ بازی کرده است. او کاپیتان تیم زیر ۱۶ سال نروژ در مسابقه‌ای مقابل دانمارک در اوت ۲۰۲۴ بود.

## زندگی شخصی
او پسر مارتین فسکنگر، مدیرکل باشگاه اف‌کی هاوسگن است.